# Metal Soldier Isaac II
Metal Soldier Isaac II (メタルソルジャーアイザックII?, Metaru Sorujā Aizakku II) è un videogioco arcade ibrido tra sparatutto e azione, sviluppato e pubblicato dalla Taito nel 1985.
È incluso esclusivamente nella raccolta per PlayStation 2 Taito Memories II Gekan, uscita nel 2007 solo in Giappone.

## Modalità di gioco
Il giocatore controlla un robot bipede chiamato Isaac con il joystick e due pulsanti, e lo fa muovere e combattere contro i nemici attraverso i sedici livelli che scorrono dal basso verso l'alto. Esso ha due forme: "Isaac Armor", il corpo che corre a terra, e "Isaac Fighter", una forma di aeroplano composta solo dalla testa.
Isaac nello stato Armor è in grado di fermarsi ma si muove lentamente rispetto al Fighter, e la sua velocità può essere ulteriormente ridotta a seconda del terreno. Lancia uno "Shuttle Punch", un attacco di pugno a razzo penetrante che spara fino al bordo dello schermo e torna indietro. Quando viene attaccato da un nemico, il valore del danno visualizzato nella parte inferiore dell'interfaccia si accumula. Se raggiunge il numero 10, il corpo viene distrutto ma solo la testa si stacca, diventando quindi Isaac Fighter.
La testa di Isaac vola ad una elevata velocità ma è vulnerabile agli attacchi dei nemici, infatti, se viene colpito il giocatore perde una vita (esaurite le quali la partita finisce). Rilascia il "Magna Bomber", un attacco di terra che può distruggere le strutture direttamente sotto il caccia. Una struttura in particolare, l'Armor Dock, se viene distrutto con questo attacco apparirà il corpo originario (Armor) e, toccandolo, il robot torna come nuovo.
Quando una specifica struttura bersaglio, la Red Base, viene distrutta, il livello è completo e si passa a quello successivo. La difficoltà aumenta gradualmente durante il gioco e diminuisce di una certa quantità a causa degli aggiornamenti di fase, dei danni al corpo di Isaac e degli errori. Il tempo a disposizione viene visualizzato anche sulla schermata ed è elencato nella classifica insieme alla fase e al punteggio.

## Accoglienza
In Giappone, la rivista Game Machine elencò Metal Soldier Isaac II nel numero del 1º maggio 1985 come l'undicesima unità arcade di maggior successo del mese.